# Istoria Bangladeshului
Teritoriul de azi al Bangladeshului a făcut parte, succesiv, din Imperiul Gupta (secolele V-IV î.Hr.) și Maurya (secolele IV-III î.Hr.), din Imperiul Marilor Moguli (secolele XVII-XVIII) și din colonia britanică India (secolele XVIII-XX). În august 1947 a fost proclamată independența statului Pakistan, format din două provincii aflate la 1700 kilometri distanță una de alta, ambele având o populație preponderent musulmană: Pakistanul de Vest și Pakistanul de Est (actualul Bangladesh). Contradicțiile economice, politice, etnice, culturale și religioase despart cele două provincii. În 1949, șeicul Mujibur Rahman formează Liga Awami care se pronunță pentru autonomia Pakistanului de Est. După victoria în alegeri (1970) a partidului Liga Awami în Pakistanul de Est, acesta își proclamă independența (martie 1971). Trupele pakistaneze încearcă să înăbușe mișcarea de independență. În condițiile războiului civil și, apoi, ale războiului indo-pakistanez, Pakistanul de Est devine stat independent (16 decembrie 1972) luând numele de Bangladesh (recunoscut de Pakistan în 1974). În februarie 1975, constituția este modificată; partidele politice sunt desființate, constituindu-se partidul unic, de guvernământ al cărui conducător, Mujibur Rahman, devine președintele republicii. În august 1975, o lovitură de stat îl înlătură pe Mujibur Rahman (care este asasinat) și inaugurează o perioadă de instabilitate politică internă. La 24 martie 1982, puterea este preluată de generalul H. M. Ershad, administrator-șef al legii marțiale și apoi președinte al statului (1988-1990).